# 1860.
◄ | 18. stoljeće | 19. stoljeće | 20. stoljeće | ►
◄ | 1830-ih | 1840-ih | 1850-ih | 1860-ih | 1870-ih | 1880-ih | 1890-ih | ►
◄◄ | ◄ | 1857. | 1858. | 1859. | 1860. | 1861. | 1862. | 1863. | ► | ►►
Arhitektura • Astronomija • Biologija • Fotografija • Glazba • Kazalište • Kemija • Kiparstvo • Knjige • Književnost • Kršćanstvo • Meteorologija • Medicina • Planinarstvo • Politika • Pravo • Promet • Slikarstvo • Šport • Znanost • Željeznički promet

## Događaji
- U Međimurju sagrađena prva željeznička pruga na hrvatskom prostoru.
- Biskup Strossmayer traži vraćanje hrvatskog jezika u sve škole i urede te sjedinjenje Dalmacije s užom Hrvatskom
- Ban Josip Šokčević uvodi u urede hrvatski jezik
- Listopadskom diplomom proglašen je kraj Bachovog apsolutizma
- Zaključak banske konferencije u Zagrebu 1860./1861. traži od cara uvođenje hrvatskoga jezika u sve javne poslove, osnutak hrvatsko-slavonske dvorske kancelarije, imenovanje velikih župana te sjedinjenje Vojne krajine, Dalmacije, Kvarnerskih otoka i i istarskih kotara (Volosko, Labin i Novigrad) Hrvatskoj.
- U Križevcima je osnovano Gospodarsko-šumarsko učilište, najstarije poljoprivredno-šumarsko učilište u jugoistočnoj Europi.

## Rođenja
- 1. siječnja – Karlo Lwanga, ugandski katolički svetac († 1886.)
- 9. svibnja – J. M. Barrie, škotski književnik († 1937.)
- 29. svibnja – Isaac Albéniz, španjolski pijanist i skladatelj († 1909.)
- 29. lipnja – Anton Pavlovič Čehov, ruski književnik († 1904.)
- 7. srpnja – Gustav Mahler, austrijski skladatelj i dirigent († 1911.)
- 31. kolovoza – Ante Biankini, hrvatski liječnik i političar († 1934.)
- 1. rujna – Georg von Waldersee, njemački general i vojni zapovjednik († 1932.)
- 5. prosinca – Milan Sunko, hrvatski likovni umjetnik († 1891.)
- 15. prosinca – Niels Ryberg Finsen, danski znanstvenik († 1904.)

## Smrti
- 8. travnja – István Széchenyi,  mađarski državnik (* 1791.)
- 21. rujna – Arthur Schopenhauer, njemački filozof (* 1788.)

## Vanjske poveznice
|  | Zajednički poslužitelj ima još gradiva o temi 1860. |